# アルヴ川

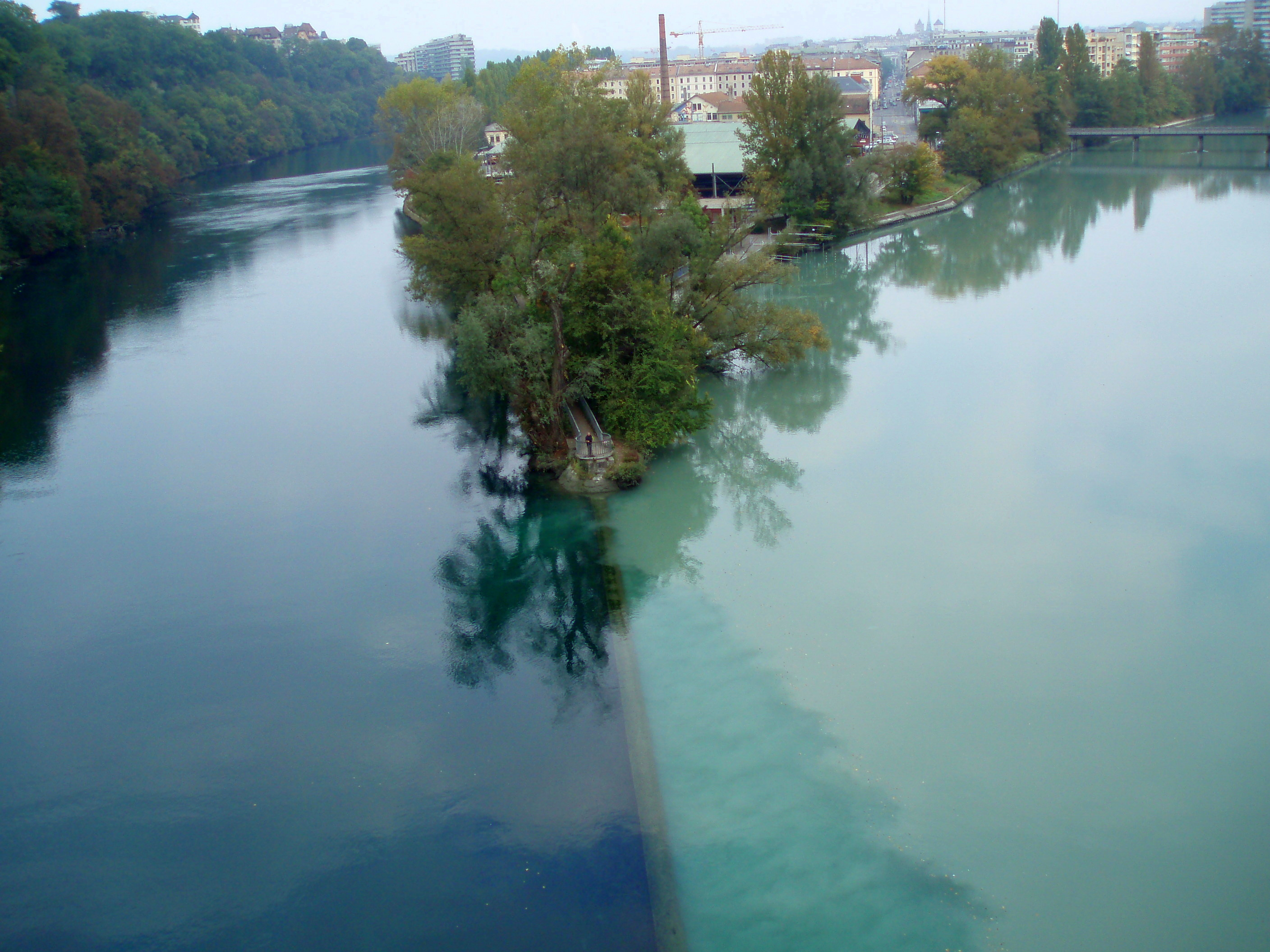
ジュネーヴのジョンクシオン地区（Jonction）でのアルヴ川（右側）とローヌ川（左側）の合流点。水質の違いがはっきり見て取れる。

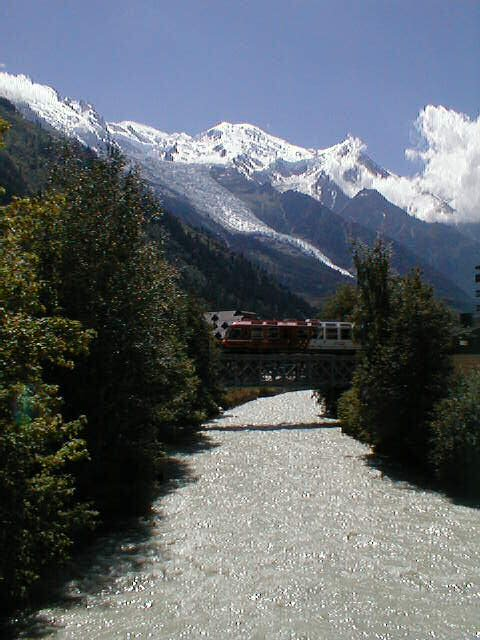
シャモニー付近のアルヴ川。

アルヴ川（アルヴがわ、l'Arve）は、フランス東部およびスイス西部を流れる川である。アルプス山脈のモンブラン山塊を水源とし、ジュネーヴでローヌ川に合流する。なお、合流後も水質の違いから両川の水はしばらく混ざり合わず、2色に分かれて流れる光景を見ることができる（欄外写真参照）。

## 地理
シャモニー渓谷のトゥール村の背後にあるバルム（Balme）山中に源を発し、メール・ド・グラス（Mer de glace）から流れ出すアルヴェロン川（l'Arveyron）等の支流を合わせる。
流域の大半はオート＝サヴォワ県を流れるが最後の数kmは、スイスのジュネーヴ州に入り、レマン湖の出口付近でローヌ川に合流する。

## 支流
- アルヴェロン川（l'Arveyron）
- ボルヌ川（le Borne）

## 流域の都市
フランス オート＝サヴォワ県
シャモニー＝モンブラン、ボンヌヴィル、アヌマス
スイス ジュネーヴ州
ジュネーヴ

## 観光
ジュネーヴではアルヴ川沿いに「砂金採りの遊歩道（la Promenade des Orpailleurs）」と名付けられた遊歩道があり、かつて氷河の水から採れるはずのない砂金を求めて汗を流した者達のいたことをうかがわせる。
流れの激しいアルヴ川は、ラフティングやカヌーの練習にも用いられている。